# Mike Spence
Michael Henderson „Mike” Spence (ur. 30 grudnia 1936 roku w Croydon, zm. 7 maja 1968 roku w Indianapolis) – brytyjski kierowca wyścigowy.

## Kariera
Zaczynał karierę w niższych klasach wyścigowych, głównie w Formule Junior. W 1963 roku zajął czwarte miejsce podczas wyścigu wspierającego Grand Prix Wielkiej Brytanii na torze Silverstone, czym zwrócił uwagę Colina Chapmana.
Gdy podczas wyścigu w Enna-Pergusa kontuzji doznał Trevor Taylor, jeden z dwóch fabrycznych kierowców F1 zespołu Lotusa, Chapman postanowił dać szansę właśnie Spence'owi. Debiut Anglika nastąpił w Grand Prix Włoch na torze Monza, gdzie jednak musiał wycofać się po awarii układu olejowego.
W 1964 roku Taylor odszedł z zespołu Lotusa, lecz jego następcą nie został Spence, a mistrz Formuły Junior Peter Arundell. Liderem Lotusa niezmiennie pozostawał Jim Clark. Spence początkowo startował w Formule 2, jednak gdy w połowie sezonu Arundell doznał groźnych obrażeń na torze Reims, wrócił do F1. W kończącym sezon Grand Prix Meksyku zajął czwarte miejsce.
W 1965 roku Arundell ciągle przechodził rehabilitację, dzięki czemu Spence zaliczył – jak się później okazało – swój najlepszy sezon w F1. Na początku roku wygrał niezaliczany do punktacji mistrzostw Race Of Champions na torze Brands Hatch, a później trzy razy zajmował czwarte miejsca, by wreszcie, w ostatniej odsłonie sezonu, po raz pierwszy – i zarazem jedyny w karierze – stanąć na podium wyścigu mistrzowskiego w Meksyku.
W kolejnym sezonie – 1966 – Arundell wrócił do Lotusa i Spence musiał szukać innego miejsca pracy. Znalazł je w prywatnym zespole Rega Parnella, używającego nadwozi Lotusa i silników BRM. Mimo kilku awarii Spence zdołał dwukrotnie dojechać do mety na piątym miejscu, czym zapewnił sobie miejsce w fabrycznym zespole BRM na sezon 1967, gdzie został partnerem wschodzącej gwiazdy F1, Jackie Stewarta. Wzajemną rywalizację wygrał Stewart, który jednak miał znacznie więcej awarii i Spence zakończył sezon z zaledwie jednopunktową stratą do Szkota.

## Śmierć
W 1968 roku Stewart odszedł do Matry i nowym partnerem Spence'a w BRM został Pedro Rodríguez. Jednak gdy w kwietniu tego roku zginął Jim Clark, Spence otrzymał jednorazową propozycję od Colina Chapmana, aby wystąpić w wyścigu Indianapolis 500 w samochodzie Lotus 56, napędzanym silnikiem turbinowym Pratt & Whitney.
Podczas sesji testowej nieobeznany z linią jazdy po torze owalnym Spence zbyt szeroko wszedł w zakręt numer 1 i uderzył w betonową ścianę. Prawe przednie zawieszenie złamało się pod kątem prostym i Anglik został uderzony w głowę kołem, które przy okazji zerwało kask ochronny. W efekcie tego urazu zmarł po kilku godzinach w miejscowym szpitalu.
Jego ciało zostało poddane kremacji; urna z prochami znajduje się w Slough Cemetery & Crematorium w hrabstwie Berwick w Anglii.